# 宋剔成君
宋剔成君（?—?），《古本竹书纪年》作宋剔成肝，本名戴喜，字子罕，為宋國宗室，是宋戴公後裔，宋桓公 (戰國時期)之臣（《史記》說是桓公之子，誤，今從《竹書紀年》、楊寬《戰國史》），擔任司城，桓公荒淫，戴喜約於前356年至前350年之間篡位取宋，是為宋剔成君（剔成為司城之轉音）。
宋剔成君二十七年（前329年）戴偃（剔成君之弟，一說剔成君之子）作亂，攻擊剔成君，剔成君敗走（此说存有争议，部分学者认为宋康王并非篡位者，而是按照宋国继承商朝“兄终弟及”的传统继位，以“剔成之逐桓侯”，误以为是“戴偃之逐剔成”，形成了古史层累中“以讹传讹”的错误）出奔齊國，戴偃自立為君，是為宋康王。